# Chu (stat)
Chu sau Ch'u a fost unul dintre statele care s-au luptat pentru obținerea puterii în China, 770 - 221 î.Hr.. Chu a apărut în secolul al VII-lea î.Hr., în valea fluviului Yangtze, care în acea perioadă nu făcea parte din China. În secolul al III-lea î.Hr., s-a luptat cu alte state pentru a prelua controlul absolut asupra Chinei, dar a pierdut în fața dinastiei Qin, care a întemeiat primul mare Imperiu Chinez.